# Hel
Hel là một thị trấn thuộc huyện Pucki, tỉnh Pomorskie ở bắc Ba Lan. Thị trấn có diện tích 22 km². Đến ngày 1 tháng 1 năm 2011, dân số của thị trấn là 3720 người và mật độ 171 người/km².

## Khí hậu
| Dữ liệu khí hậu của Hel (1961–1990)      | Dữ liệu khí hậu của Hel (1961–1990) | Dữ liệu khí hậu của Hel (1961–1990) | Dữ liệu khí hậu của Hel (1961–1990) | Dữ liệu khí hậu của Hel (1961–1990) | Dữ liệu khí hậu của Hel (1961–1990) | Dữ liệu khí hậu của Hel (1961–1990) | Dữ liệu khí hậu của Hel (1961–1990) | Dữ liệu khí hậu của Hel (1961–1990) | Dữ liệu khí hậu của Hel (1961–1990) | Dữ liệu khí hậu của Hel (1961–1990) | Dữ liệu khí hậu của Hel (1961–1990) | Dữ liệu khí hậu của Hel (1961–1990) | Dữ liệu khí hậu của Hel (1961–1990) |
| Tháng                                    | 1                                   | 2                                   | 3                                   | 4                                   | 5                                   | 6                                   | 7                                   | 8                                   | 9                                   | 10                                  | 11                                  | 12                                  | Năm                                 |
| ---------------------------------------- | ----------------------------------- | ----------------------------------- | ----------------------------------- | ----------------------------------- | ----------------------------------- | ----------------------------------- | ----------------------------------- | ----------------------------------- | ----------------------------------- | ----------------------------------- | ----------------------------------- | ----------------------------------- | ----------------------------------- |
| Cao kỉ lục °C (°F)                       | 10.0 (50.0)                         | 12.9 (55.2)                         | 20.5 (68.9)                         | 21.8 (71.2)                         | 28.0 (82.4)                         | 31.2 (88.2)                         | 33.2 (91.8)                         | 31.8 (89.2)                         | 27.3 (81.1)                         | 23.2 (73.8)                         | 15.9 (60.6)                         | 11.1 (52.0)                         | 33.2 (91.8)                         |
| Trung bình ngày tối đa °C (°F)           | 0.9 (33.6)                          | 1.3 (34.3)                          | 4.6 (40.3)                          | 9.4 (48.9)                          | 15.0 (59.0)                         | 19.1 (66.4)                         | 21.1 (70.0)                         | 21.0 (69.8)                         | 17.3 (63.1)                         | 12.2 (54.0)                         | 6.6 (43.9)                          | 3.0 (37.4)                          | 11.0 (51.8)                         |
| Trung bình ngày °C (°F)                  | −0.7 (30.7)                         | −0.6 (30.9)                         | 1.7 (35.1)                          | 5.2 (41.4)                          | 10.3 (50.5)                         | 14.7 (58.5)                         | 16.9 (62.4)                         | 16.9 (62.4)                         | 13.7 (56.7)                         | 9.6 (49.3)                          | 4.9 (40.8)                          | 1.4 (34.5)                          | 7.8 (46.0)                          |
| Tối thiểu trung bình ngày °C (°F)        | −2.6 (27.3)                         | −2.7 (27.1)                         | −0.8 (30.6)                         | 1.9 (35.4)                          | 6.2 (43.2)                          | 10.7 (51.3)                         | 13.3 (55.9)                         | 13.4 (56.1)                         | 10.8 (51.4)                         | 7.2 (45.0)                          | 3.1 (37.6)                          | −0.4 (31.3)                         | 5.0 (41.0)                          |
| Thấp kỉ lục °C (°F)                      | −19.1 (−2.4)                        | −16.9 (1.6)                         | −17.0 (1.4)                         | −7.0 (19.4)                         | −3.3 (26.1)                         | 0.2 (32.4)                          | 5.4 (41.7)                          | 5.3 (41.5)                          | −2.3 (27.9)                         | −2.2 (28.0)                         | −8.4 (16.9)                         | −15.2 (4.6)                         | −19.1 (−2.4)                        |
| Lượng Giáng thủy trung bình mm (inches)  | 37 (1.5)                            | 28 (1.1)                            | 27 (1.1)                            | 30 (1.2)                            | 43 (1.7)                            | 56 (2.2)                            | 70 (2.8)                            | 72 (2.8)                            | 61 (2.4)                            | 48 (1.9)                            | 56 (2.2)                            | 46 (1.8)                            | 574 (22.6)                          |
| Số ngày giáng thủy trung bình (≥ 1.0 mm) | 9.3                                 | 7.9                                 | 7.7                                 | 6.8                                 | 7.7                                 | 7.7                                 | 10.0                                | 9.0                                 | 9.8                                 | 9.3                                 | 11.4                                | 11.0                                | 107.6                               |
| Số giờ nắng trung bình tháng             | 32                                  | 52                                  | 107                                 | 165                                 | 236                                 | 249                                 | 234                                 | 220                                 | 143                                 | 93                                  | 40                                  | 26                                  | 1.597                               |
| Nguồn: NOAA                              |                                     |                                     |                                     |                                     |                                     |                                     |                                     |                                     |                                     |                                     |                                     |                                     |                                     |